# Chiesa di Santa Maria (Cerentino)
La chiesa di Santa Maria o di Santa Maria della Natività, già chiesa della Madonna delle Grazie, è un edificio religioso che fonde gli elementi dell'architettura tardogotica e di quella barocca e che si trova a Cerentino.

## Storia
L'edificio sorse, in forma di oratorio, entro il 1200, quando fu menzionato per la prima volta in un documento apocrifo. Nel 1464 fu consacrato e dedicato alla Madonna delle Grazie. Mantenne questo nome non oltre il 1626, quando fu menzionato con la dedica alla Madonna della Natività. Nel 1513 si separò dalla parrocchia di Cevio e nel tardo Seicento fu radicalmente modificato. Un'ulteriore trasformazione fu apportata nel XVIII secolo, quando l'asse fu rotato di 90° e furono realizzati il coro e le cappelle dedicate alla Madonna del Rosario e a Sant'Antonio abate. Nel 1707 fu realizzato l'affresco con l'Incoronazione della Vergine sopra il portale. Il campanile fu eretto nel 1860.